# Aleksandr Gorodnițki
Aleksandr Moiseevici Gorodnițki (în rusă Александр Моисеевич Городницкий; n. 20 martie 1933, Leningrad, RSFS Rusă, URSS) este un cântăreț și poet rus.